# Pfarrhaus (Kleinkitzighofen)

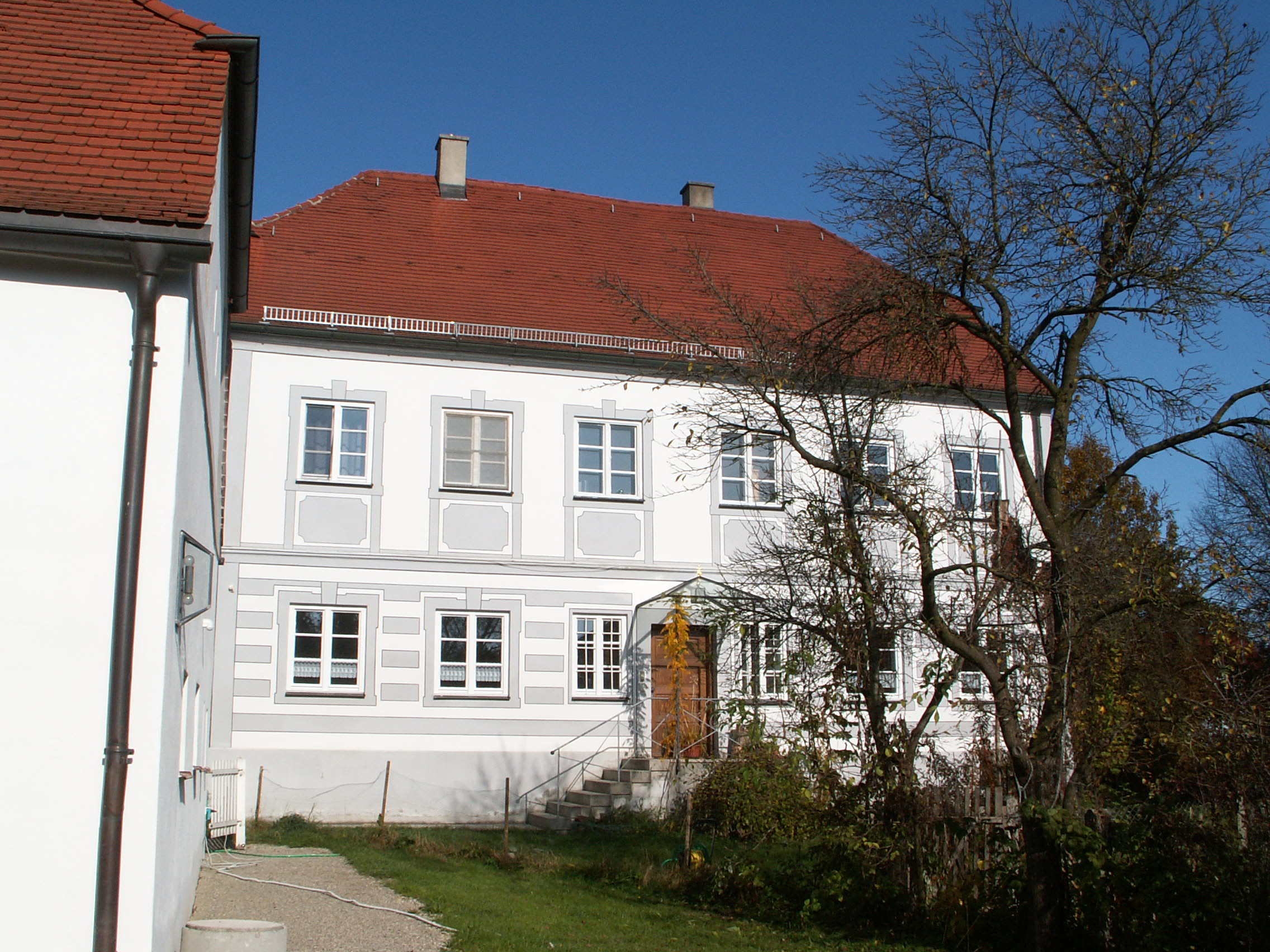
Ehemaliges Pfarrhaus in Kleinkitzighofen

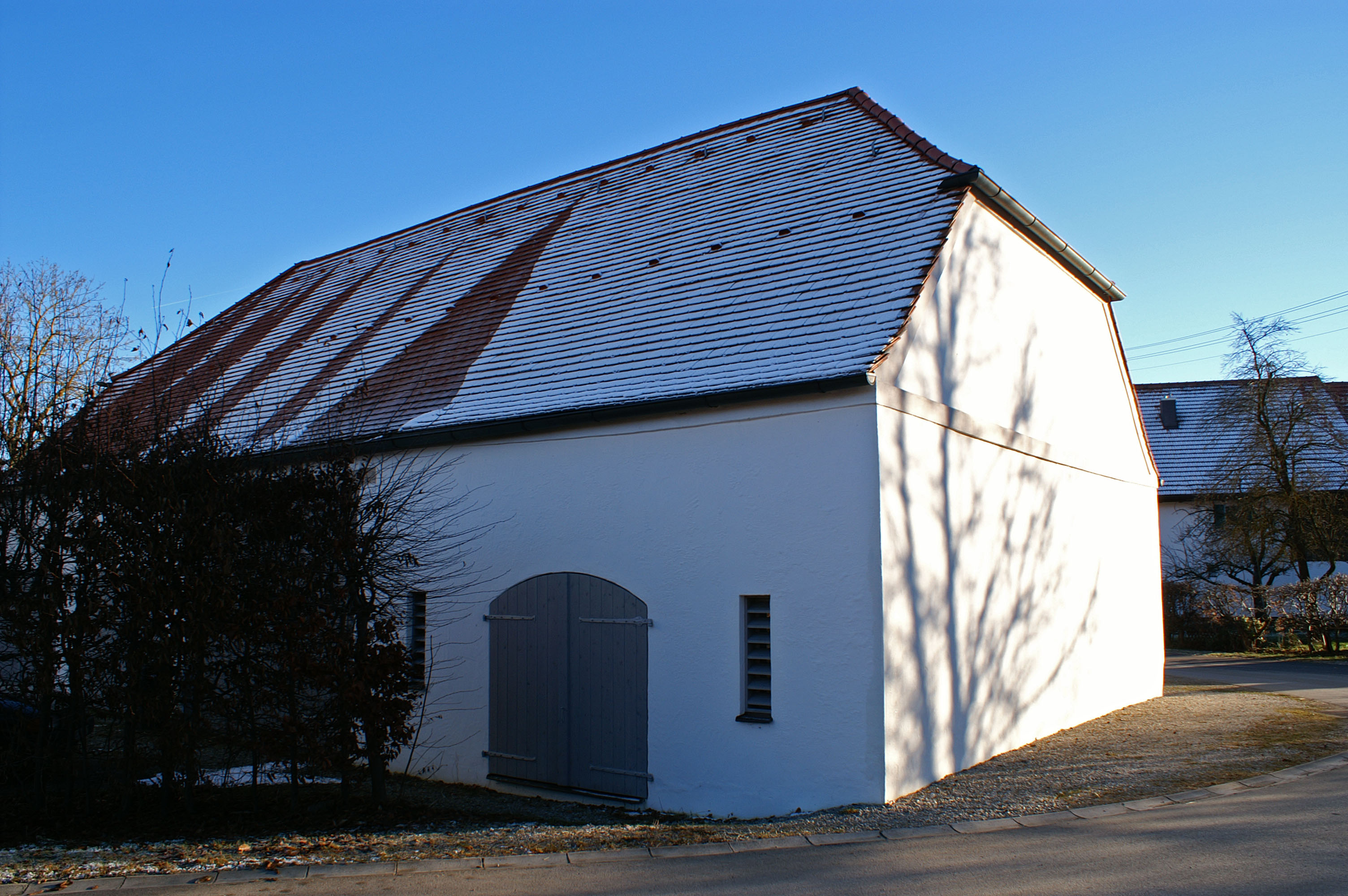
Pfarrstadel

Das Pfarrhaus in Kleinkitzighofen, einem Gemeindeteil von Lamerdingen im Landkreis Ostallgäu im bayerischen Regierungsbezirk Schwaben, wurde 1782 errichtet. Das ehemalige Pfarrhaus an der Kirchstraße 1 nordöstlich der katholischen Pfarrkirche St. Cyprian und Justina ist ein geschütztes Baudenkmal.
Der zweigeschossige Halbwalmdachbau wurde vom Füssener Baumeister Benedikt Nigg errichtet. Die Fenster sind mit gemalten Faschen geschmückt. Den Eingang an der Südseite erreicht man über eine Freitreppe.
Der Pfarrstadel mit Halbwalmdach entstand nach 1780.